# Ратови Александра Великог
Ратови Александра Великог су били ратови у периоду од 335. до 323. п. н. е.. Ратови су добили име по њиховом главном актеру, македонском краљу Александру III Великом, а били су вођени против Ахменидског краљевства, затим против локалних поглавица на истоку Панџаба у Индији. Александар Велики је био један од најуспешнијих војсковођа, не само античке већ и целокупне људске историје. Он је један од ретких војних команданата који никада није доживео пораз на бојном пољу.
Александар Велики је на македонски престо ступио након убиства његовог оца Филипа Македонског. Исказао се као способан владар, односећи победе са непуних 17 година.
Александар је смишљао планове за војну и економску експанзију Македоније у Арапски свет. Планови су се у принципу и испунили, али Александар није дочекао коначни циљ свог похода, пошто је умро 323. п. н. е., чиме су завршени ратови Александра Великог.

## Позадина
Филип Велики је 336. године п.н.е, док је преговарао око свадбе Клеопатре од Македоније и Александра I од Епира, бива убијен од стране свог стражара. Филипов син Александар, који је већ унапред одређен за наследника престола, бива проглашен за краља од стране војске.
Вест о Филиповој смрти је у многим местима изазвала револт : Теби, Атини, Тесалији, и у трачким племенима.

## Александрова балканска кампања
Вест о Александровој смрти навела је многе државе Балкана да се побуне против македонске хегемоније надајући се да нови владар, Филипов син Александар, није довољно снажан да одржи царство свога оца. Побуну су подигла трачка племена на северу Македоније, Тесалија, Атина и Теба. У гушењу устанака, Александар је провео 335. годину п. н. е.
Александар најпре покреће војску на Грчку где продире до Коринта. Тесалци, Тебанци, Коринћани и Атињани предају се без борбе. Потом је сазнао да су се побунила племена Илира и Трачана. Војску покреће на север и без већих проблема гуши и ове устанке. Тебанци поново дижу устанак. За њих је то била фатална грешка. Александар напада и разара град. Атина је принуђена да понизно моли за мир. Вођа делегата, Фокион, успео је да издејствује мир и Демостена спаси прогона из Атине. Осигуравши границе своје државе, Александар је остао слободан да настави планове свога оца. Следеће, 334. године п. н. е., Македонија је објавила рат Персијском царству.

## Мала Азија
Угушивши устанке на Балкану, Александар је зиму 335/4. године п. н. е. провео у припремама за поход. Половина укупне македонске снаге (12.000 пешака и 1.500 хетера) остала је у Македонији под Антипатером да брани земљу. У припремама су Александру помогли Антипатер и Парменион који су своју оданост доказали приликом измене на престолу. У пролеће 334. године п. н. е. Александар је прешао у Азију. Са контингентима грчке војске, армија је бројала око 40.000 људи. Хелени су, међутим, током целог похода били у засенку. Војска је прешла Хелеспонт код Сеста.

### Битка на Гранику
Битка код Граника, за коју Аријан каже да је „била коњичка битка, али је више личила на пешадијску…”, одиграла се када је у Атини архонт био Ктесикле, а у Риму непосредно пре тога били изабрани конзули Гај Сулпиције и Луције Папирије, како сазнајемо од Диодора са Сицилије (рано лето 334. п. н. е.), између Македонаца и њихових савезника с једне стране, и Персијанаца и грчких плаћеника с друге. До окршаја је дошло на реци Гранику, на Пропонтиди.
Победом извојеваном на реци Граник, Александру је ослобођен пут ка срцу Мале Азије. Што се тиче Персијанаца, они су одустали од покушаја да зауставе његов продор, што је имало за последицу да се главни град Лидије и седиште лидијског сатрапа — Сард, убрзо потом предао без борбе. Осим тога, већина градова у Еолиди и Јонији, међу којима је и Ефес, дочекали су Александра као ослободиоца.

### Битка код Иса
Након победе код Граника, Лидија и Сард предају се без борбе. Македонцима је врата отворио и Ефес. Милет и Халикарнас пружали су отпор (због већих персијских контогената у њима), али су савладани.
Персијским отпором руководио је Мнемон који је, након пада Халикарнаса, побегао у Егеју са намером да у Грчкој подигне устанак против Александра. Код Грка се већ будила нада да се могу ослободити македонске хегемоније. Међутим, Мнемон је изненада умро, па је поход пропао. Падом Халикарнаса завршено је освајање западне Мале Азије. Гордион, престоница Фригије, предао се без борбе. Тамо је Александар пресекао чвор којим је било везано уже око кола са јармом. Тиме је испунио обећање да ће постати господар Азије. Из Гордиона је обалом Александар кренуо ка Сирији. Малоазијски градови отварали су му врата и дочекивали као ослободиоца.
Персијски краљ Дарије чекао је на два дана удаљеном месту од Аманске горе кроз коју се улази у Сирију. До тог места су постојала два пута, кроз саму Аманску гору и уз обалу. Александар је изабрао пут уз обалу. Дарије је у међувремену напустио Сирију и упутио се у Киликију преко Аманске горе. Тако су се две војске мимоишле. Сазнавши да му је непријатељ иза леђа, Александар је окренуо своју војску и са Даријем се сусрео код реке Иса. У бици која је уследила, Александар је рањен у бедро. Дарије је поражен и натеран у бекство. У логору је оставио своју породицу коју је Александар заробио. Персијске жртве биле су огромне (око 100.000 људи), а македонске неупоредиво мање (мање од 500). Ове бројке потичу од Птолемеја, Александровог команданта. Вероватно су биле много мање.
Након битке код Иса, Александар је освојио читаву Малу Азију. Дарије му је послао понуду за мир и задржавање освојених територија. Александар је без размишљања одбио.

## Опсада Тира
Опсада Тира је трајала 10 месеци (новембар 333. п. н. е. — август 332. п. н. е.).
Тир је стратешки важан град на обали Феникије, односно данашњем Либану. Александар Македонски га је опседао 10 месеци. Љут због тако дуге опсаде 30.000 становника је убио или продао као робље.
Александар Македонски није могао да освоји град, па га је блокирао месецима, али се Тир није предавао.
Нови град Тир је био смештен на острву и имао је јако добра утврђења, у потпуности окружена морем.
Онда Александар Македонски користи зидане остатке од главног дела Тира на обали да сагради морски пут дуг око 1 km.
Тада је уследио заједнички удар кипарске и феничанске флоте са пешадијом и опсадним справама. Пешадија и опсадне справе делују користећи изграђени пут. Тек помоћу опсадних справа у досегу зидина Александар успева да се пробије у град.
Током опсаде Александар добија писмо од Дарија III у коме му Дарије нуди мир. Обећава да ће платити откупнину за своју породицу, коју му је Александар заробио. Нуди му све земље западно од Еуфрата и да створе пријатељски савез. Александар не пристаје. Он хоће све.
Александар Македонски је био толико љут због тако жестоке одбране града Тира и због великог губитка људи, времена и средстава да је одлучио да се освети. Уништава пола града, масакрира огроман број грађана Тира, а преостале продаје као робље.
Касније сам помаже да се рашире приче о страшном масакру, које је починио у Тиру, са циљем да се у идућим биткама градови одмах предају. Јер ко се не преда одмах неће бити поштеђен. На тај начин Александар је ослабио борбени морал бранилаца.

## Египат
Александар је од Тира наставио даље ка југу. Газа му је пружила јачи отпор, али је и она брзо савладана. Египат је од 340. године п. н. е. поново био у рукама Персијанаца. Персијанци су вршили скрнављења египатских светиња. Врхунац је био убиство светог бика Аписа. Због тога су Македонци у Египту дочекани као ослободиоци. Персијски сатрап није пружао отпор. Александар је ушао у Мемфис где је проглашен новим фараоном. Супротно Ахеменидима, Александар је показао пуно поштовање према египатским божанствима приносећи жртву бику Апису. У Египту је приредио такмичења у гимнастици и упознао становнике са грчком културом и уметношћу. Александар је проглашен сином бога Ра.
Цивилна власт остала је Египћанима. На војне положаје постављени су Македонци, а финансијска управа је издвојена. На пролеће 331. године п.н. е. Александар је поставио камен темељац новом граду на ушћу Нила. Град је назвао својим именом — Александрија. Одличан положај обезбедио је Александрији успон током читаве антике. Александрија је постала центар хеленистичке културе и била је, уз Картагину, највећа лука на Средоземљу.
Александар је из Египта предузео дугачак и опасан пут кроз либијску пустињу до оазе Сивах. Тамо је посетио Амонов храм где је имао приступ најсветијим деловима храма. У храму је ушао сам, а шта се унутра догађало, Александар је задржао за себе до краја живота.

## Освајање Персије
Освојивши Египат, Александар се упутио натраг у Азију. Недалеко од Вавилона, код Гаугамеле, чекала га је огромна персијска војска од скоро 1.400.000 војника. Битка код Гаугамеле (331. п. н. е.) одлучила је судбину Персијског царства. Дарије је поново поражен и принуђен на бекство у правцу Медије. Александар се након победе прогласио краљем Азије. Александровој војсци Вавилон отвара врата без борбе. Александар је наредио да се обнове храмови које је порушио Ксеркс 485. године п. н. е. Потом је принео жртву богу Мардуку. Суза је Александру такође отворила врата без борбе. Потом се Александар пробио кроз Персијска врата и упао у Персепољ, почетком 330. године п. н. е. Супротно своме обичају, Александар је допустио војницима да га опљачкају и спале.
Персијски великаши на челу са Бесом свргли су Дарија и убили га. Александар је његово тело пронашао код Хекатонпила. Потом се прогласио краљем Азије и осветником Ахеменида. Повео је рат против Даријевих убица.

## Борбе у Бактрији и Согдијани
Раздобље од 330. до 327. године п. н. е. Александар је провео у ратовима у Бактрији и Согдијани против сатрапа Беса и Спитамена. Биле су то најтеже године Александрових ратовања. Зебље у којима су се борили биле су потпуно непознате, а природа сурова. Како би учврстио своју власт, Александар приступа формирању колонија на персијској територији.
Године 329. п. н. е. Александар је освојио Бактрију. Исте године је заробљен и погубљен узурпатор Бес, а борбу против Македонаца наставио је Спитамен. Борба је потрајала годину дана након чега је Спитамен поражен, а Александар осваја Согдијану. Према Курцију Руфу, Спитамена је убила његова жена и однела главу Македонцима.

## Поход на Индију
Инди су важили за најбројнији народ света. Александар је за поход на Индију припремио велику војску коју су чинили и војници пристигли из Европе. Македонцима је у Индији пришао раџа Таксиле чији је највећи непријатељ био пенџапски владар Пор. Граница је била река Хидаспо. Александар је пријатељски дочекан у Таксили. Пор га је дочекао на граници држава. На обалама Хидаспа дошло је до четврте и последње велике битке коју је Александар водио (326. п. н. е.). Пор се храбро борио, али је на крају морао да се преда. Александар му је поштедео живот, оставио му краљевску титулу и чак му увећао државу. У њему и Таксили сада је имао верне вазале.
Александар је наставио са освајањима ка истоку борећи се против племена која нису признавала ничију власт. Македонци су имали велике губитке у борби са њима. Најисточнија тачка до које су стигли јесте река Хифасис. Војска је, исцрпљена ратом, одбила да га прати даље. Понегде се наводи да је то био први и једини Александров пораз кога су му нанели његови сопствени војници. Александар је објавио повратак. На обалама Хифасиса подигнуто је 12 жртвеника боговима и стуб на којем је писало „Овде се зауставио Александар”.

### Освајање долине Инда
У повратку, пловећи Хидаспом, Александар је покорио многа племена која су своју земљу бранила оружјем и одбијала да се предају. Најопасније борбе вођене су против Маљана и Оксидрачана. Приликом опсаде маљанске престонице, пронела се лажна вест да је Александар погинуо што изазива бројне побуне у источним освојеним територијама. Александар ће их угушити након повратка из Индије.
Места у долини Инда која су прошли Александрови војници не могу се идентификовати јер је река променила ток. Александар је послао свог војсковођу Кратера да са једним делом војске освоји Арахозију и Дрангијану. Други део војске је добио задатак да са копна штити од напада македонску флоту којом је командовао Неарх. Лета 325. године Македонци стижу до Патала где почиње делта Инда. Тиме је поход завршен. Цела долина Инда нашла се под контролом Македонаца. Александар је сам предузео експедицију за истраживање делте Инда и допловио је до Индијског океана.

## Повратак
Из разних делова царства стизале су вести о нередима. Александар више није смео одлагати повратак. Изабрао је најопаснији и најтежи пут који је водио кроз сурове пределе Гедрозије. Према Аријану, муке које је македонска војска претрпела у свим походима не могу се поредити са мукама које је претрпела у пустињама Гедрозије.
Неархова експедиција је позната у детаље захваљујући Неарховом брижљиво вођеном дневнику. У њему је записивао све појединости експедиције. Дневник је послужио Аријану као главни извор за његову књигу о Индији. Експедиција је имала задатак да пронађе поморски пут између Индије и Персијског залива, испита заливе и острва у близини обале и утврди да ли тамо има насеља или лука. Неарх је оставио прецизне податке о удаљености између лука, о изгледу и обичајима варварских народа на које је наишао, флори и фауни... Пловидба је трајала 80 дана. Неарх је кренуо из луке Карачи. На обалама је становништво било малобројно и безопасно. Македонци су само два пута принуђени да се боре. Експедиција је кроз мореуз Ормуз упловила у Персијски залив. Тиме је доказала постојање поморског пута између Месопотамије и Индије.